# Otto Rothstock
Otto Rothstock fut l'assassin de Hugo Bettauer. 
Jeune membre du parti nazi, Rothstock ne supportait pas la satire que Bettauer faisait de l'antisémitisme nazi dans son roman La ville sans juifs. Le 10 mars 1925, Rothstock se rendit au bureau de Bettauer et lui tira cinq coups de feu à bout portant. Hugo Bettauer mourut de ses blessures le 26 mars.
À son procès, Rothstock justifia son acte par la nécessité de préserver la culture allemande de la menace juive. Il fut jugé mentalement irresponsable de ses actes, et libéré après seulement 18 mois d'emprisonnement.